# Кнутово (деревня, Москва)
Кну́тово — деревня в Новомосковском административном округе Москвы (до 1 июля 2012 года была в составе Ленинского района Московской области). Входит в состав поселения Филимонковское.

## История
Название деревни, предположительно, произошло от некалендарного личного имени Кнут.
В XIX веке деревня Кнутово входила в состав Десенской волости Подольского уезда. В 1899 году в деревне проживало 146 человек.
Согласно Всероссийской переписи, в 2002 году в деревне проживало 9 человек (4 мужчины и 5 женщин). По данным на 2005 год в деревне проживало 10 человек.

## Расположение
Деревня Кнутово находится примерно в 6 км к югу от центра города Московский. На севере граничит с посёлком Марьино.